# Mesaud Nin
Mesaud Nin es un deportista argelino que compitió en judo adaptado. Ganó una medalla de oro en los Juegos Paralímpicos de Atenas 2004 en la categoría de –90 kg.

## Palmarés internacional
| Juegos Paralímpicos | Juegos Paralímpicos | Juegos Paralímpicos | Juegos Paralímpicos |
| Año                 | Lugar               | Medalla             | Categoría           |
| ------------------- | ------------------- | ------------------- | ------------------- |
| 2004                | Atenas (Grecia)     | Medalla de oro      | –90 kg              |